# Grand Prix Monako 1983
Grand Prix Monako 1983 (oryg. Grand Prix Automobile de Monaco) – piąta runda Mistrzostw Świata Formuły 1 w sezonie 1983, która odbyła się 15 maja 1983, po raz 30. na torze Circuit de Monaco.
41. Grand Prix Monako, 30. zaliczane do Mistrzostw Świata Formuły 1.

## Klasyfikacja
| Legenda oznaczeń w tabelach wyników Wyświetl szablon na nowej stronie | Legenda oznaczeń w tabelach wyników Wyświetl szablon na nowej stronie                                                                     |
| Oznaczenie                                                            | Wyjaśnienie |
| --------------------------------------------------------------------- | --- |
| Złoty                                                                 | Zwycięzca lub mistrzostwo |
| Srebrny                                                               | 2. miejsce lub wicemistrzostwo |
| Brązowy                                                               | 3. miejsce lub II wicemistrzostwo |
| Zielony                                                               | Ukończył, punktował (w klasyfikacji generalnej, gdy zdobył co najmniej jeden punkt na przestrzeni sezonu, poza trzema powyższymi opcjami) |
| Niebieski                                                             | Ukończył, nie punktował (w klasyfikacji generalnej, gdy nie zdobył co najmniej jednego punktu na przestrzeni sezonu)                      |
| Czerwony                                                              | Nie zakwalifikował się (NZ) |
| Czerwony                                                              | Nie prekwalifikował się (NPK) |
| Różowy                                                                | Nie ukończył (NU) |
| Różowy                                                                | Niesklasyfikowany (NS) (w klasyfikacji generalnej, gdy nie został sklasyfikowany w żadnym wyścigu sezonu)                                 |
| Czarny                                                                | Zdyskwalifikowany (DK) |
| Czarny                                                                | Wykluczony (WYK/EX) |
| Biały                                                                 | Nie wystartował (NW) |
| Biały                                                                 | Kontuzjowany (K/INJ) |
| Biały                                                                 | Wyścig odwołany (OD/C) |
| Bez koloru                                                            | Został wycofany (WYC/WD) |
| Bez koloru                                                            | Nie przybył (NP/DNA) |
| Bez koloru                                                            | Nie brał udziału w treningach (NT/DNP) |
| Bez koloru                                                            | Nie został zgłoszony (–) |
| Pogrubienie                                                           | Start z pole position |
| Kursywa                                                               | Najszybsze okrążenie wyścigu |
| †                                                                     | Nie ukończył, ale jego rezultat został zaliczony ze względu na przejechanie więcej niż 90% dystansu wyścigu.                              |
| *                                                                     | Sezon w trakcie |
| 1/2/3                                                                 | Punktowana pozycja w sprincie kwalifikacyjnym                                                                                             |
| Lista systemów punktacji Formuły 1                                    | |

| Pos | No | Kierowca           | Konstruktor       | Okrążeń | Czas/powód NU   | Poz. Start. | Punktów |
| --- | -- | ------------------ | ----------------- | ------- | --------------- | ----------- | ------- |
| 1   | 1  | Keke Rosberg       | Williams-Ford     | 76      | 1:56:38.121     | 5           | 9       |
| 2   | 5  | Nelson Piquet      | Brabham-BMW       | 76      | + 18.475        | 6           | 6       |
| 3   | 15 | Alain Prost        | Renault           | 76      | + 31.366        | 1           | 4       |
| 4   | 27 | Patrick Tambay     | Ferrari           | 76      | + 1:04.297      | 4           | 3       |
| 5   | 4  | Danny Sullivan     | Tyrrell-Ford      | 74      | + 2 Okrążenia   | 20          | 2       |
| 6   | 23 | Mauro Baldi        | Alfa Romeo        | 74      | + 2 Okrążenia   | 13          | 1       |
| 7   | 30 | Chico Serra        | Arrows-Ford       | 74      | + 2 Okrążenia   | 15          |         |
| NU  | 6  | Riccardo Patrese   | Brabham-BMW       | 64      | Elektryka       | 17          |         |
| NU  | 2  | Jacques Laffite    | Williams-Ford     | 53      | Skrz. biegów    | 8           |         |
| NU  | 29 | Marc Surer         | Arrows-Ford       | 49      | Kolizja         | 12          |         |
| NU  | 35 | Derek Warwick      | Toleman-Hart      | 49      | Kolizja         | 10          |         |
| NU  | 11 | Elio de Angelis    | Lotus-Renault     | 49      | Wał prz. napędu | 19          |         |
| NU  | 25 | Jean-Pierre Jarier | Ligier-Ford       | 32      | Zawieszenie     | 9           |         |
| NU  | 16 | Eddie Cheever      | Renault           | 30      | Silnik          | 3           |         |
| NU  | 22 | Andrea de Cesaris  | Alfa Romeo        | 13      | Skrz. biegów    | 7           |         |
| NU  | 28 | René Arnoux        | Ferrari           | 6       | Zawieszenie     | 2           |         |
| NU  | 26 | Raúl Boesel        | Ligier-Ford       | 3       | Kolizja         | 18          |         |
| NU  | 9  | Manfred Winkelhock | ATS-BMW           | 3       | Kolizja         | 16          |         |
| NU  | 3  | Michele Alboreto   | Tyrrell-Ford      | 0       | Kolizja         | 11          |         |
| NU  | 12 | Nigel Mansell      | Lotus-Ford        | 0       | Kolizja         | 14          |         |
| NZ  | 36 | Bruno Giacomelli   | Toleman-Hart      |         |                 |             |         |
| NZ  | 8  | Niki Lauda         | McLaren-Ford      |         |                 |             |         |
| NZ  | 7  | John Watson        | McLaren-Ford      |         |                 |             |         |
| NZ  | 31 | Corrado Fabi       | Osella-Ford       |         |                 |             |         |
| NZ  | 17 | Eliseo Salazar     | RAM-Ford          |         |                 |             |         |
| NZ  | 32 | Piercarlo Ghinzani | Osella-Alfa Romeo |         |                 |             |         |
| NPK | 34 | Johnny Cecotto     | Theodore-Ford     |         |                 |             |         |
| NPK | 33 | Roberto Guerrero   | Theodore-Ford     |         |                 |             |         |